# Imgyt
Imgyt (rusky Имгыт) je řeka v Ťumeňské oblasti v Rusku. Je 304 km dlouhá. Povodí má rozlohu 5980 km².

## Průběh toku
Protéká přes Vasjuganskou rovinu. Ústí zleva do Děmjanky (povodí Irtyše).

## Vodní stav
Zdrojem vody jsou sněhové a dešťové srážky. Nejvyšších vodních stavů dosahuje od května do července s maximem v červnu. Na konci léta a na podzim dochází k povodním.